# Jyotiba Phule Nagar (huyện)
Huyện Jyotiba Phule Nagar là một huyện thuộc bang Uttar Pradesh, Ấn Độ. Thủ phủ huyện Jyotiba Phule Nagar đóng ở Amroha. Huyện Jyotiba Phule Nagar có diện tích 2321 ki lô mét vuông. Đến thời điểm năm 2001, huyện Jyotiba Phule Nagar có dân số 1499193 người.